# Tin Star
Tin Star est un jeu vidéo de tir au pistolet développé par Software Creations, sorti en 1994 sur Super Nintendo. Il est compatible avec le Super Scope et la souris Super Nintendo. L'univers du jeu mêle western et science-fiction.